# بيل ستيوارت (لاعب هوكي الجليد)
بيل ستيوارت (بالفرنسية: Bill Stewart)‏ (و. 1957  م) هو لاعب هوكي الجليد كندي، ولد في تورونتو، شارك في الألعاب الأولمبية الشتوية 1994، والألعاب الأولمبية الشتوية 1992، مركز لعبه هو مدافع ‏.

## روابط خارجية
- بيل ستيوارت على موقع دوري الهوكي الوطني (الإنجليزية)
- بيل ستيوارت على موقع قاعة مشاهير الهوكي (لاعب أن.إتش.أل) (الإنجليزية)
- بيل ستيوارت على موقع EliteProspects.com (الإنجليزية)
- بيل ستيوارت على موقع Eurohockey.com (الإنجليزية)
- بيل ستيوارت على موقع HockeyDB.com (الإنجليزية)
- بيل ستيوارت على موقع Hockey-Reference.com (الإنجليزية)
- بيل ستيوارت على موقع أوليمبيديا (الإنجليزية)